# Adjunção (teoria dos corpos)
Em álgebra abstrata, adjunção é uma construção em teoria dos corpos, onde para uma extensão de corpo dada E/F e um subconjunto A de E, é construído um corpo entre E e F.
Este corpo, representado por F(A) (ou, no caso de A ser o conjunto finito A = { a1,... an}, por F(a1,… an)) é o menor subcorpo de E que contém F e A. É simples mostrar que esta definição faz sentido, e gera um corpo único.
No caso particular de A ser um conjunto finito de elementos algébricos sobre F, F(A) é um espaço vetorial de dimensão finita sobre F, com base formada por produtos de potências naturais de elementos de A.